# نیلسون جونیور
نیلسون باربوسا ناسیمنتو جونیور (زادهٔ ۹ سپتامبر ۱۹۹۱) بازیکن فوتبال اهل برزیل است، که در پست مدافع میانی بازی می‌کند.